# Saxifraga thrinax
Saxifraga thrinax är en stenbräckeväxtart som beskrevs av Rechinger. Saxifraga thrinax ingår i Bräckesläktet som ingår i familjen stenbräckeväxter. Inga underarter finns listade i Catalogue of Life.